# Zohra Zemamta
Zohra Zemamta, née en 1983, est une judokate algérienne.

## Carrière
Zohra Zemamta évolue dans la catégorie des moins de 57 kg. Elle est médaillée d'or aux Championnats d'Afrique de judo 2002 au Caire.